# Adela Šajn
Adela Šajn, slovenska telovadka, * 14. april 1990, Ljubljana.
Adela Šajn je med letoma 2001 in 2005 obiskovala OŠ Riharda Jakopiča, prej je bila učenka OŠ Jožeta Moškriča, od leta 2005 do leta 2009 pa je obiskovala šporni oddelek gimnazije Šiška v Ljubljani.
Gimnastiko trenira v Gimnastičnem društvu Zelena jama in je najuspešnejša slovenska gimnastičarka. 
Udeležila se je Evropskega prvenstva v športni gimnastiki v Clermont-Ferrandu, leta 2008 kjer je zasedla 16. mesto na gredi. 
Za Slovenijo je nastopila na Poletnih olimpijskih igrah leta 2008 v Pekingu, kjer je potem, ko je padla z gredi, zasedla 56. mesto in 63. mesto na parterju. 
Na Evropskem prvenstvu v Milanu, leta 2009 je osvojila 18. mesto na gredi. 
Na sredozemskih igrah v Pescari je osvojila 8. mesto na parterju.

## Največji uspehi

### Svetovni pokal
- 2.mesto - parter, Maribor 2006
- 2.mesto - gred, Maribor 2006
- 4.mesto - gred, Cottbus 2007
- 2.mesto - parter, Szombathely 2008
- 4.mesto - gred, Ostrava 2008
- 6.mesto - parter, Ostrava 2008
- 3.mesto - parter, Cottbus 2009
- 4.mesto - gred, Maribor 2009
- 4.mesto - parter, Maribor 2009
- 2.mesto - parter, Moskva 2009[1]
- 2.mesto - gred, Moskva 2009[1]
- 3.mesto - parter, Doha 2009
- 5.mesto - gred, Doha 2009